# Primera B de Chile 2011
El Campeonato Nacional de 2.ª división de Chile 2011 de Fútbol Profesional 2011 fue el torneo de la temporada 2011 de la segunda categoría del fútbol profesional de Chile. En este año la gran novedad es que CDF Premium y CDF HD transmitieron al mediodía de un día domingo un partido por fecha, tanto en la fase zonal como en la fase nacional, en el Apertura y en el Clausura.
En esta versión 2011, se sumaron los equipos de Everton, que regresó a la Primera B tras 7 temporadas en Primera A, y titularse campeón de esta en el torneo de Apertura 2008; San Luis de Quillota, tras un breve paso por la Primera A 2010 y la escuadra de Magallanes, que ascendió desde la Tercera A 2010 y que se unieron a los 11 restantes equipos participantes de la temporada anterior, para conformar un total de catorce escuadras que participaron en el torneo.
El torneo comenzó el 26 de febrero y terminó el 27 de noviembre coronando como campeón a Deportes Antofagasta, quien ascendió automáticamente a la Primera División para la temporada 2012, por haber sido el ganador de la tabla acumulada del año y esto debido, a que se coronó campeón del Torneo de Apertura. El segundo equipo que ascendió a la Primera División para la próxima temporada fue Rangers, que en la definición por el subcampeonato empató 4-4 con Everton en el marcador global, pero lo venció solo por el expediente de goles marcados de visita.
En la Liguilla de Promoción participaron Naval, que terminó en el segundo lugar de la tabla acumulada del año y Everton, que perdió del duelo por el subcampeonato, los cuales enfrentaron a Santiago Wanderers y a Unión San Felipe de la Primera División respectivamente, y que tras su desarrollo, los equipos mencionados se mantendrán en sus respectivas divisiones la próxima temporada.
El equipo que descendió a la Tercera División A para el 2012 fue el equipo de Deportes Copiapó, que finalizó en el último lugar de la tabla acumulada del año, al cabo de las 38 fechas del torneo y de paso será reemplazado en la próxima temporada por el equipo capitalino de Barnechea, que se coronó campeón de la Tercera A 2011.

## Aspectos generales

### Modalidad
Para el torneo de Primera B 2011, el sistema de torneo fue igual al del año 2009. Cada torneo tuvo 20 fechas, sumando un total de 40 fechas en el año. Los torneos fueron:
- Torneo Apertura Primera B 2011: Se jugó a partir del 26 de febrero y finalizó el 3 de julio. Se dividió en dos fases, una Zonal y otra Nacional. Contempló una primera fase (Zonal) en que los 14 equipos se dividieron en dos zonas (Norte y Sur), enfrentándose todos contra todos en una rueda de 6 fechas; además de una segunda fase (Nacional), que reunió a los 14 equipos, también jugando todos contra todos en una única rueda de 13 fechas.
- Torneo Clausura Primera B 2011: Se jugó a partir del 30 de julio y finalizó el 20 de noviembre, con idéntico sistema al anterior.

El equipo que obtuvo la mayor cantidad de puntos en la Tabla General, que contempló la suma de los puntajes de ambos torneos, se tituló campeón y ascendió automáticamente a Primera División para la temporada 2012. Los ganadores de cada torneo jugaron 2 partidos de definición para determinar el segundo ascenso (en caso de que uno de los 2 campeones ascendiera, fue reemplazado por el equipo que hubiere obtenido el segundo lugar ya sea en el campeonato de Apertura y/o de Clausura según corresponda.) Los 2 cupos a la Liguilla de Promoción, salieron entre el perdedor del partido de definición por el segundo ascenso y el 2º equipo mejor ubicado en la Tabla General, sin haber considerado a los 2 equipos que ascendieron a la división de honor, y jugaron contra 2 equipos de Primera División en partidos de ida y vuelta, para saber si suben o mantienen la categoría.

### Zonas
La división de equipos se realizó usando criterios geográficos, determinados por la ANFP.
| Zona Norte | Zona Sur |
| - San Marcos de Arica - Deportes Antofagasta - Deportes Copiapó - Coquimbo Unido - San Luis - Everton - Magallanes | - Curicó Unido - Rangers - Deportes Concepción - Naval - Lota Schwager - Unión Temuco - Deportes Puerto Montt |
| --- | --- |

### Ascensos y descensos
| Pos | a Primera División 2011 |
| --- | ----------------------- |
| 1º  | Deportes Iquique        |
| 2º  | Unión La Calera         |

| Pos | a Primera B 2011 |
| --- | ---------------- |
| 19º | Everton          |
| 20º | San Luis         |

| Pos | a Primera B 2011             |
| --- | ---------------------------- |
| 1º  | Magallanes (Playoff ascenso) |

| Pos | a Tercera División A 2011            |
| --- | ------------------------------------ |
| 13º | Provincial Osorno (Playoff Descenso) |

## Equipos participantes
Estos fueron los equipos que compiten en el Torneo 2011:
| Equipo | Equipo                | Entrenador           | Entrenador             | Ciudad       | Estadio                       | Capacidad | Marca    | Patrocinador     |
| ------ | --------------------- | -------------------- | ---------------------- | ------------ | ----------------------------- | --------- | -------- | ---------------- |
|        | Coquimbo Unido        | Bandera de Argentina | Roberto Mariani        | Coquimbo     | Francisco Sánchez Rumoroso    | 18.750    | Mitre    | Cristal          |
|        | Curicó Unido          | Bandera de Chile     | Eduardo Cortázar       | Curicó       | Bicentenario La Granja        | 8.000     | Mitre    | Multihogar       |
|        | Deportes Antofagasta  | Bandera de Chile     | Gustavo Huerta         | Antofagasta  | Parque Juan López             | 4.000     | Training | Minera Escondida |
|        | Deportes Concepción   | Bandera de Chile     | Jorge Garcés           | Concepción   | Municipal Ester Roa Rebolledo | 29.000    | Joma     | Essbío, 3M       |
|        | Deportes Copiapó      | Bandera de Chile     | Hernán Ibarra          | Copiapó      | Luis Valenzuela Hermosilla    | 8.000     | Training | PF               |
|        | Deportes Puerto Montt | Bandera de Chile     | Alejandro Hisis        | Puerto Montt | Regional de Chinquihue        | 6.000     | Training | PF               |
|        | Everton               | Bandera de Chile     | Marco Antonio Figueroa | Viña del Mar | Sausalito                     | 18.037    | Penalty  | Cristal          |
|        | Lota Schwager         | Bandera de Chile     | Marcelo Miranda        | Curanilahue  | Raúl Erazo                    | 6.731     | Training | Essbío           |
|        | Magallanes            | Bandera de Chile     | Osvaldo Hurtado        | Santiago     | Santiago Bueras de Maipú      | 4.000     | Umbro    | Besalco          |
|        | Naval                 | Bandera de Chile     | Víctor Merello         | Talcahuano   | CAP                           | 10.579    | Training | Essbío           |
|        | Rangers               | Bandera de Argentina | Gabriel Perrone        | Talca        | Alfonso Escobar de San Javier | 4.200     | Lotto    | PF               |
|        | San Luis              | Bandera de Chile     | Nelson Cossio          | Quillota     | Lucio Fariña Fernández        | 7.680     | Training | PF               |
|        | San Marcos de Arica   | Bandera de Chile     | Luis Marcoleta         | Arica        | Carlos Dittborn               | 12.000    | Training | TPA              |
|        | Unión Temuco          | Bandera de Chile     | Cristián Mora          | Temuco       | Bicentenario Germán Becker    | 18.125    | Mitre    | Rosen            |

## Equipos porregión
| Región             | N.º | Equipos                                    |
| ------------------ | --- | ------------------------------------------ |
| Biobío             | 3   | Deportes Concepción, Lota Schwager y Naval |
| Valparaíso         | 2   | Everton y San Luis                         |
| Maule              | 2   | Curicó Unido y Rangers                     |
| Arica y Parinacota | 1   | San Marcos de Arica                        |
| Antofagasta        | 1   | Deportes Antofagasta                       |
| Atacama            | 1   | Deportes Copiapó                           |
| Coquimbo           | 1   | Coquimbo Unido                             |
| Metropolitana      | 1   | Magallanes                                 |
| Araucanía          | 1   | Unión Temuco                               |
| Los Lagos          | 1   | Deportes Puerto Montt                      |

## Tabla general
En esta Tabla General (que fue la sumatoria de las tablas de las 2 fases del Apertura y Clausura), se utilizó para determinar al equipo, que aparte de haberse coronado campeón de la temporada, ascendió automáticamente a la Primera División para la próxima temporada, a los 2 equipos que tuvieron que jugar la final por el subcampeonato y el segundo ascenso a la Primera División para la temporada 2012, al equipo que disputó la Liguilla de Promoción contra un equipo de Primera División y al equipo que descendió automáticamente a la Tercera División para el 2012.
Fecha de actualización: 20 de noviembre
|  |     | Clubes                | Pts | PJ | G  | E  | P  | GF | GC | Dif | Rend. |
|  | --- | --------------------- | --- | -- | -- | -- | -- | -- | -- | --- | ----- |
|  | 1º  | Deportes Antofagasta  | 73  | 38 | 22 | 7  | 9  | 62 | 41 | +21 | 64,0% |
|  | 2º  | Naval                 | 62  | 38 | 18 | 8  | 12 | 56 | 49 | +7  | 54,3% |
|  | 3º  | Deportes Concepción   | 60  | 38 | 17 | 9  | 12 | 57 | 45 | +12 | 52,6% |
|  | 4º  | Everton               | 60  | 38 | 16 | 12 | 10 | 45 | 40 | +5  | 52,6% |
|  | 5º  | Rangers               | 59  | 38 | 18 | 5  | 15 | 57 | 46 | +11 | 51,7% |
|  | 6º  | San Luis              | 54  | 38 | 15 | 9  | 14 | 45 | 44 | +1  | 47,3% |
|  | 7º  | Unión Temuco          | 51  | 38 | 14 | 9  | 15 | 48 | 49 | -1  | 44,7% |
|  | 8º  | Coquimbo Unido        | 51  | 38 | 14 | 9  | 15 | 49 | 52 | -3  | 44,7% |
|  | 9º  | Lota Schwager         | 49  | 38 | 13 | 10 | 15 | 34 | 39 | -5  | 42,9% |
|  | 10º | San Marcos de Arica   | 48  | 38 | 13 | 9  | 16 | 54 | 57 | -3  | 42,1% |
|  | 11º | Deportes Puerto Montt | 48  | 38 | 12 | 12 | 14 | 46 | 48 | -2  | 42,1% |
|  | 12º | Curicó Unido          | 41  | 38 | 10 | 11 | 17 | 47 | 57 | -10 | 35,9% |
|  | 13º | Magallanes            | 40  | 38 | 9  | 13 | 16 | 47 | 57 | -10 | 35,0% |
|  | 14º | Deportes Copiapó      | 36  | 38 | 9  | 9  | 20 | 40 | 63 | -23 | 31,5% |

Pts = Puntos; PJ = Partidos Jugados; G = Partidos Ganados; E = Partidos Empatados; P = Partidos Perdidos; GF = Goles Anotados; GC = Goles Recibidos; Dif = Diferencia de gol; Rend. = Rendimiento 
|  | Campeón Anual y ascendió directamente a la Primera División 2012 |
|  | Subcampeón Apertura 2011, jugó definición ascenso contra Campeón Clausura 2011 (Deportes Antofagasta Campeón Apertura 2011, quien ascendió por ser el campeón anual) |
|  | Campeón Clausura 2011, jugó definición ascenso contra Rangers Subcampeón Apertura 2011                                                                               |
|  | Clasificó a la Liguilla de Promoción contra un equipo de Primera División                                                                                            |
|  | Descendió directamente a la Tercera División 2012 |

- Deportes Antofagasta ascendió automáticamente a la Primera División para la temporada 2012 y en paralelo, aseguró el título de campeón y de paso, Rangers aseguró su presencia en la final por el subcampeonato, el cual la disputó ante Everton, que se coronó Campeón del Torneo de Clausura.

- Deportes Copiapó descendió automáticamente a la Tercera División para la temporada 2012 y será reemplazado por Barnechea, que se coronó campeón de la Tercera A 2011.

| Chile                                                         |
| Deportes Antofagasta 2º Título Ascendió a la Primera División |

## Torneo Apertura
- Fecha de actualización: 2 de julio

|  |     | Clubes                | Pts | PJ | G  | E | P  | GF | GC | Dif |
|  | --- | --------------------- | --- | -- | -- | - | -- | -- | -- | --- |
|  | 1º  | Deportes Antofagasta  | 40  | 19 | 12 | 4 | 3  | 26 | 19 | +7  |
|  | 2º  | Rangers               | 39  | 19 | 12 | 3 | 4  | 31 | 21 | +10 |
|  | 3º  | Deportes Concepción   | 32  | 19 | 9  | 5 | 5  | 27 | 18 | +9  |
|  | 4º  | Naval                 | 27  | 19 | 7  | 6 | 6  | 24 | 24 | 0   |
|  | 5º  | Curicó Unido          | 26  | 19 | 7  | 5 | 7  | 31 | 30 | +1  |
|  | 6º  | Coquimbo Unido        | 26  | 19 | 7  | 5 | 7  | 24 | 26 | -2  |
|  | 7º  | Unión Temuco          | 25  | 19 | 7  | 4 | 8  | 25 | 21 | +4  |
|  | 8º  | San Luis              | 25  | 19 | 7  | 4 | 8  | 27 | 25 | +2  |
|  | 9º  | Deportes Puerto Montt | 24  | 19 | 6  | 6 | 7  | 20 | 22 | -2  |
|  | 10º | San Marcos de Arica   | 23  | 19 | 6  | 5 | 8  | 31 | 30 | +1  |
|  | 11º | Lota Schwager         | 22  | 19 | 6  | 4 | 9  | 17 | 21 | -4  |
|  | 12º | Everton               | 21  | 19 | 5  | 6 | 8  | 21 | 27 | -6  |
|  | 13º | Magallanes            | 21  | 19 | 5  | 6 | 8  | 25 | 32 | -7  |
|  | 14º | Deportes Copiapó      | 16  | 19 | 5  | 1 | 13 | 21 | 34 | -13 |

|  | Campeón. Juega Partido de Campeones |

## Torneo Clausura
- Fecha de actualización: 20 de noviembre

|  |     | Clubes                | Pts | PJ | G  | E | P  | GF | GC | Dif |
|  | --- | --------------------- | --- | -- | -- | - | -- | -- | -- | --- |
|  | 1º  | Everton               | 39  | 19 | 11 | 6 | 2  | 24 | 13 | +11 |
|  | 2º  | Naval                 | 35  | 19 | 11 | 2 | 6  | 32 | 25 | +7  |
|  | 3º  | Deportes Antofagasta  | 33  | 19 | 10 | 3 | 6  | 36 | 22 | +14 |
|  | 4º  | San Luis              | 29  | 19 | 8  | 5 | 6  | 18 | 19 | -1  |
|  | 5º  | Deportes Concepción   | 28  | 19 | 8  | 4 | 7  | 30 | 27 | +3  |
|  | 6º  | Lota Schwager         | 27  | 19 | 7  | 6 | 6  | 17 | 18 | -1  |
|  | 7º  | Unión Temuco          | 26  | 19 | 7  | 5 | 7  | 23 | 28 | -5  |
|  | 8º  | Coquimbo Unido        | 25  | 19 | 7  | 4 | 8  | 25 | 26 | -1  |
|  | 9º  | San Marcos de Arica   | 25  | 19 | 7  | 4 | 8  | 23 | 27 | -4  |
|  | 10º | Deportes Puerto Montt | 24  | 19 | 6  | 6 | 7  | 26 | 26 | 0   |
|  | 11º | Rangers               | 20  | 19 | 6  | 2 | 11 | 26 | 25 | +1  |
|  | 12º | Deportes Copiapó      | 20  | 19 | 4  | 8 | 7  | 19 | 29 | -10 |
|  | 13º | Magallanes            | 19  | 19 | 4  | 7 | 8  | 22 | 25 | -3  |
|  | 14º | Curicó Unido          | 15  | 19 | 3  | 6 | 10 | 16 | 27 | -11 |

|  | Campeón. Juega Partido de Campeones |

## Tabla general de local
Fecha de actualización: 20 de noviembre
|  |     | Clubes                | Pts | PJ | G  | E | P  | GF | GC | Dif | Rend. |
|  | --- | --------------------- | --- | -- | -- | - | -- | -- | -- | --- | ----- |
|  | 1º  | Deportes Antofagasta  | 45  | 19 | 14 | 3 | 2  | 33 | 13 | +20 | 78,9% |
|  | 2º  | Deportes Concepción   | 40  | 19 | 11 | 7 | 1  | 35 | 18 | +17 | 70,1% |
|  | 3º  | Coquimbo Unido        | 39  | 19 | 12 | 3 | 4  | 36 | 23 | +13 | 68,4% |
|  | 4º  | Everton               | 37  | 19 | 10 | 7 | 2  | 27 | 14 | +13 | 64,9% |
|  | 5º  | San Luis              | 35  | 19 | 10 | 5 | 4  | 26 | 17 | +9  | 61,4% |
|  | 6º  | Naval                 | 35  | 19 | 10 | 5 | 4  | 33 | 25 | +8  | 61,4% |
|  | 7º  | Rangers               | 32  | 19 | 10 | 2 | 7  | 24 | 18 | +6  | 56,1% |
|  | 8º  | San Marcos de Arica   | 30  | 19 | 9  | 3 | 7  | 29 | 24 | +5  | 52,6% |
|  | 9º  | Curicó Unido          | 29  | 19 | 8  | 5 | 6  | 30 | 22 | +8  | 50,8% |
|  | 10º | Deportes Puerto Montt | 29  | 19 | 7  | 8 | 4  | 25 | 19 | +6  | 50,8% |
|  | 11º | Unión Temuco          | 28  | 19 | 8  | 4 | 7  | 26 | 25 | +1  | 49,1% |
|  | 12º | Lota Schwager         | 28  | 19 | 8  | 4 | 7  | 16 | 18 | -2  | 49,1% |
|  | 13º | Magallanes            | 26  | 19 | 6  | 8 | 5  | 29 | 27 | +2  | 45,6% |
|  | 14º | Deportes Copiapó      | 23  | 19 | 7  | 2 | 10 | 22 | 33 | -11 | 40,3% |

## Tabla general de visita
Fecha de actualización: 20 de noviembre
|  |     | Clubes                | Pts | PJ | G | E | P  | GF | GC | Dif | Rend. |
|  | --- | --------------------- | --- | -- | - | - | -- | -- | -- | --- | ----- |
|  | 1º  | Deportes Antofagasta  | 28  | 19 | 8 | 4 | 7  | 29 | 28 | +1  | 49,1% |
|  | 2º  | Rangers               | 27  | 19 | 8 | 3 | 8  | 33 | 28 | +5  | 47,3% |
|  | 3º  | Naval                 | 27  | 19 | 8 | 3 | 8  | 23 | 24 | -1  | 47,3% |
|  | 4º  | Unión Temuco          | 23  | 19 | 6 | 5 | 8  | 22 | 24 | -2  | 40,3% |
|  | 5º  | Everton               | 23  | 19 | 6 | 5 | 8  | 18 | 26 | -8  | 40,3% |
|  | 6º  | Lota Schwager         | 21  | 19 | 5 | 6 | 8  | 18 | 21 | -3  | 36,8% |
|  | 7º  | Deportes Concepción   | 20  | 19 | 6 | 2 | 11 | 22 | 27 | -5  | 35,0% |
|  | 8º  | Deportes Puerto Montt | 19  | 19 | 5 | 4 | 10 | 21 | 29 | -8  | 33,3% |
|  | 9º  | San Luis              | 19  | 19 | 5 | 4 | 10 | 19 | 27 | -8  | 33,3% |
|  | 10º | San Marcos de Arica   | 18  | 19 | 4 | 6 | 9  | 25 | 33 | -8  | 31,5% |
|  | 11º | Magallanes            | 14  | 19 | 3 | 5 | 11 | 18 | 30 | -12 | 24,5% |
|  | 12º | Deportes Copiapó      | 13  | 19 | 2 | 7 | 10 | 18 | 30 | -12 | 22,8% |
|  | 13º | Coquimbo Unido        | 12  | 19 | 2 | 6 | 11 | 13 | 29 | -16 | 21,0% |
|  | 14º | Curicó Unido          | 12  | 19 | 2 | 6 | 11 | 17 | 35 | -18 | 21,0% |

## Final por el subcampeonato y 2º Ascenso a Primera División
Rangers, Subcampeón del Torneo de Apertura y Everton, Campeón del Torneo de Clausura, jugaron en partidos de ida y vuelta, la definición por el subcampeonato y el segundo ascenso directo a la Primera División, para la próxima temporada 2012. Rangers jugó esta definición del segundo ascenso, esto debido a que Deportes Antofagasta, que fue el campeón del Torneo de Apertura, ascendió directamente a la Primera División por ser el campeón anual del torneo. Rangers fue local en el partido de ida, mientras que Everton fue local en el partido de vuelta, debido a que el equipo viñamarino obtuvo mayor puntaje que el equipo talquino, en la tabla general del año.
Rangers obtuvo el subcampeonato y ascendió a la Primera División,
acompañando a Deportes Antofagasta, que fue el campeón anual del torneo, mientras que Everton debió jugar la Liguilla de Promoción contra Unión San Felipe.
|       | POR   | Ezequiel Cacace   |     |
|       | DEF   | Cristián Olivares |     |
|       | DEF   | Miguel Ayala      |     |
|       | DEF   | Manuel Ormazábal  |     |
|       | DEF   | Cristián Durán    | 80' |
|       | MED   | Javier Capelli    | 86' |
|       | MED   | Marco Villaseca   |     |
|       | MED   | Felipe Díaz       |     |
|       | MED   | Cristian Maidana  |     |
|       | DEL   | Matías Rubio      | 66' |
|       | DEL   | Cristián Milla    |     |
| D. T. | D. T. | Gabriel Perrone   |     |

|       | POR   | Gustavo Dalsasso       |     |
|       | DEF   | Adrián Rojas           |     |
|       | DEF   | Alex Von-Schwedler     |     |
|       | DEF   | Marcos Velásquez       |     |
|       | DEF   | Fernando Saavedra      |     |
|       | MED   | Francisco Silva        | 46' |
|       | MED   | Jorge Romo             |     |
|       | MED   | Nicolás Peñailillo     |     |
|       | MED   | Roberto Reyes          |     |
|       | DEL   | Marco Lazaga           |     |
|       | DEL   | Luis Alberto Perea     | 87' |
| D. T. | D. T. | Marco Antonio Figueroa |     |

|  | DEL | Iván Álvarez      | 66' |
|  | DEF | José Tabares      | 80' |
|  | MED | Claudio Sepúlveda | 87' |

|  | MED | Mirko Opazo     | 46' |
|  | DEL | Camilo Rencoret | 87' |

| 82 | Manuel Ormazábal | 1:1 |

| 77 | Marco Lazaga | 0:1 |

|  | Javier Capelli Cristián Milla Manuel Ormazábal |

|  | Marcos Lazaga Marcos Velásquez |

| Principal  | Julio Bascuñán    |
| Asistentes | Patricio Basualto |
|            | Juán Maturana     |

|       | POR   | Ezequiel Cacace   |     |
|       | DEF   | Cristián Olivares |     |
|       | DEF   | Miguel Ayala      |     |
|       | DEF   | Manuel Ormazábal  |     |
|       | DEF   | Cristián Durán    | 80' |
|       | MED   | Javier Capelli    | 86' |
|       | MED   | Marco Villaseca   |     |
|       | MED   | Felipe Díaz       |     |
|       | MED   | Cristian Maidana  |     |
|       | DEL   | Matías Rubio      | 66' |
|       | DEL   | Cristián Milla    |     |
| D. T. | D. T. | Gabriel Perrone   |     |

|       | POR   | Gustavo Dalsasso       |     |
|       | DEF   | Adrián Rojas           |     |
|       | DEF   | Alex Von-Schwedler     |     |
|       | DEF   | Marcos Velásquez       |     |
|       | DEF   | Fernando Saavedra      |     |
|       | MED   | Francisco Silva        | 46' |
|       | MED   | Jorge Romo             |     |
|       | MED   | Nicolás Peñailillo     |     |
|       | MED   | Roberto Reyes          |     |
|       | DEL   | Marco Lazaga           |     |
|       | DEL   | Luis Alberto Perea     | 87' |
| D. T. | D. T. | Marco Antonio Figueroa |     |

|  | DEL | Iván Álvarez      | 66' |
|  | DEF | José Tabares      | 80' |
|  | MED | Claudio Sepúlveda | 87' |

|  | MED | Mirko Opazo     | 46' |
|  | DEL | Camilo Rencoret | 87' |

| 82 | Manuel Ormazábal | 1:1 |

| 77 | Marco Lazaga | 0:1 |

|  | Javier Capelli Cristián Milla Manuel Ormazábal |

|  | Marcos Lazaga Marcos Velásquez |

| Principal  | Julio Bascuñán    |
| Asistentes | Patricio Basualto |
|            | Juán Maturana     |

|       | POR   | Ezequiel Cacace   |     |
|       | DEF   | Cristián Olivares |     |
|       | DEF   | Miguel Ayala      |     |
|       | DEF   | Manuel Ormazábal  |     |
|       | DEF   | Cristián Durán    | 80' |
|       | MED   | Javier Capelli    | 86' |
|       | MED   | Marco Villaseca   |     |
|       | MED   | Felipe Díaz       |     |
|       | MED   | Cristian Maidana  |     |
|       | DEL   | Matías Rubio      | 66' |
|       | DEL   | Cristián Milla    |     |
| D. T. | D. T. | Gabriel Perrone   |     |

|       | POR   | Gustavo Dalsasso       |     |
|       | DEF   | Adrián Rojas           |     |
|       | DEF   | Alex Von-Schwedler     |     |
|       | DEF   | Marcos Velásquez       |     |
|       | DEF   | Fernando Saavedra      |     |
|       | MED   | Francisco Silva        | 46' |
|       | MED   | Jorge Romo             |     |
|       | MED   | Nicolás Peñailillo     |     |
|       | MED   | Roberto Reyes          |     |
|       | DEL   | Marco Lazaga           |     |
|       | DEL   | Luis Alberto Perea     | 87' |
| D. T. | D. T. | Marco Antonio Figueroa |     |

|  | DEL | Iván Álvarez      | 66' |
|  | DEF | José Tabares      | 80' |
|  | MED | Claudio Sepúlveda | 87' |

|  | MED | Mirko Opazo     | 46' |
|  | DEL | Camilo Rencoret | 87' |

| 82 | Manuel Ormazábal | 1:1 |

| 77 | Marco Lazaga | 0:1 |

|  | Javier Capelli Cristián Milla Manuel Ormazábal |

|  | Marcos Lazaga Marcos Velásquez |

| Principal  | Julio Bascuñán    |
| Asistentes | Patricio Basualto |
|            | Juán Maturana     |

|       | POR   | Ezequiel Cacace   |     |
|       | DEF   | Cristián Olivares |     |
|       | DEF   | Miguel Ayala      |     |
|       | DEF   | Manuel Ormazábal  |     |
|       | DEF   | Cristián Durán    | 80' |
|       | MED   | Javier Capelli    | 86' |
|       | MED   | Marco Villaseca   |     |
|       | MED   | Felipe Díaz       |     |
|       | MED   | Cristian Maidana  |     |
|       | DEL   | Matías Rubio      | 66' |
|       | DEL   | Cristián Milla    |     |
| D. T. | D. T. | Gabriel Perrone   |     |

|       | POR   | Gustavo Dalsasso       |     |
|       | DEF   | Adrián Rojas           |     |
|       | DEF   | Alex Von-Schwedler     |     |
|       | DEF   | Marcos Velásquez       |     |
|       | DEF   | Fernando Saavedra      |     |
|       | MED   | Francisco Silva        | 46' |
|       | MED   | Jorge Romo             |     |
|       | MED   | Nicolás Peñailillo     |     |
|       | MED   | Roberto Reyes          |     |
|       | DEL   | Marco Lazaga           |     |
|       | DEL   | Luis Alberto Perea     | 87' |
| D. T. | D. T. | Marco Antonio Figueroa |     |

|  | DEL | Iván Álvarez      | 66' |
|  | DEF | José Tabares      | 80' |
|  | MED | Claudio Sepúlveda | 87' |

|  | MED | Mirko Opazo     | 46' |
|  | DEL | Camilo Rencoret | 87' |

| 82 | Manuel Ormazábal | 1:1 |

| 77 | Marco Lazaga | 0:1 |

|  | Javier Capelli Cristián Milla Manuel Ormazábal |

|  | Marcos Lazaga Marcos Velásquez |

| Principal  | Julio Bascuñán    |
| Asistentes | Patricio Basualto |
|            | Juán Maturana     |

|       | POR   | Gustavo Dalsasso       |     |
|       | DEF   | Adrián Rojas           |     |
|       | DEF   | Lucas Ruzin            | 61' |
|       | DEF   | Alex Von Schwedle      |     |
|       | DEF   | Roberto Reyes          | 84' |
|       | MED   | Maximiliano Ceratto    |     |
|       | MED   | Jorge Romo             |     |
|       | MED   | Nicolás Peñailillo     |     |
|       | MED   | Fernando Saavedra      |     |
|       | DEL   | Luis A. Perea          |     |
|       | DEL   | Marco Lazaga           | 76' |
| D. T. | D. T. | Marco Antonio Figueroa |     |

|       | POR   | Ezequiel Cacace   |     |
|       | DEF   | Miguel Ayala      |     |
|       | DEF   | Manuel Ormazábal  |     |
|       | DEF   | Cristián Olivares |     |
|       | DEF   | Christian Durán   | 76' |
|       | MED   | Javier Capelli    |     |
|       | MED   | Marco Villaseca   |     |
|       | MED   | Felipe Díaz       |     |
|       | MED   | Cristian Maidana  | 79' |
|       | DEL   | Matías Rubio      | 70' |
|       | DEL   | Cristián Milla    |     |
| D. T. | D. T. | Gabriel Perrone   |     |

|  | DEF | Mirko Opazo     | 61' |
|  | DEL | José Luis Silva | 76' |
|  | MED | Diego González  | 84' |

|  | POR | Juan L. Mora | 70' |
|  | DEL | José Tabares | 76' |
|  | DEL | Iván Álvarez | 79' |

| 20 32 71 | Luis A. Perea | 1:0 2:1 3:2 |

| 21 58 81 | Christian Durán Cristián Milla JoséTabares | 1:1 2:2 3:3 |

|  | Fernando Saavedra Alex Von Schwedler Roberto Reyes |

|  | Cristián Milla Javier Capelli Cristián Durán Cristián Olivares |

| 68 | Ezequiel Cacace |

| Principal  | Enrique Osses     |
| Asistentes | Francisco Mondría |
|            | Carlos Astroza    |

|       | POR   | Gustavo Dalsasso       |     |
|       | DEF   | Adrián Rojas           |     |
|       | DEF   | Lucas Ruzin            | 61' |
|       | DEF   | Alex Von Schwedle      |     |
|       | DEF   | Roberto Reyes          | 84' |
|       | MED   | Maximiliano Ceratto    |     |
|       | MED   | Jorge Romo             |     |
|       | MED   | Nicolás Peñailillo     |     |
|       | MED   | Fernando Saavedra      |     |
|       | DEL   | Luis A. Perea          |     |
|       | DEL   | Marco Lazaga           | 76' |
| D. T. | D. T. | Marco Antonio Figueroa |     |

|       | POR   | Ezequiel Cacace   |     |
|       | DEF   | Miguel Ayala      |     |
|       | DEF   | Manuel Ormazábal  |     |
|       | DEF   | Cristián Olivares |     |
|       | DEF   | Christian Durán   | 76' |
|       | MED   | Javier Capelli    |     |
|       | MED   | Marco Villaseca   |     |
|       | MED   | Felipe Díaz       |     |
|       | MED   | Cristian Maidana  | 79' |
|       | DEL   | Matías Rubio      | 70' |
|       | DEL   | Cristián Milla    |     |
| D. T. | D. T. | Gabriel Perrone   |     |

|  | DEF | Mirko Opazo     | 61' |
|  | DEL | José Luis Silva | 76' |
|  | MED | Diego González  | 84' |

|  | POR | Juan L. Mora | 70' |
|  | DEL | José Tabares | 76' |
|  | DEL | Iván Álvarez | 79' |

| 20 32 71 | Luis A. Perea | 1:0 2:1 3:2 |

| 21 58 81 | Christian Durán Cristián Milla JoséTabares | 1:1 2:2 3:3 |

|  | Fernando Saavedra Alex Von Schwedler Roberto Reyes |

|  | Cristián Milla Javier Capelli Cristián Durán Cristián Olivares |

| 68 | Ezequiel Cacace |

| Principal  | Enrique Osses     |
| Asistentes | Francisco Mondría |
|            | Carlos Astroza    |

|       | POR   | Gustavo Dalsasso       |     |
|       | DEF   | Adrián Rojas           |     |
|       | DEF   | Lucas Ruzin            | 61' |
|       | DEF   | Alex Von Schwedle      |     |
|       | DEF   | Roberto Reyes          | 84' |
|       | MED   | Maximiliano Ceratto    |     |
|       | MED   | Jorge Romo             |     |
|       | MED   | Nicolás Peñailillo     |     |
|       | MED   | Fernando Saavedra      |     |
|       | DEL   | Luis A. Perea          |     |
|       | DEL   | Marco Lazaga           | 76' |
| D. T. | D. T. | Marco Antonio Figueroa |     |

|       | POR   | Ezequiel Cacace   |     |
|       | DEF   | Miguel Ayala      |     |
|       | DEF   | Manuel Ormazábal  |     |
|       | DEF   | Cristián Olivares |     |
|       | DEF   | Christian Durán   | 76' |
|       | MED   | Javier Capelli    |     |
|       | MED   | Marco Villaseca   |     |
|       | MED   | Felipe Díaz       |     |
|       | MED   | Cristian Maidana  | 79' |
|       | DEL   | Matías Rubio      | 70' |
|       | DEL   | Cristián Milla    |     |
| D. T. | D. T. | Gabriel Perrone   |     |

|  | DEF | Mirko Opazo     | 61' |
|  | DEL | José Luis Silva | 76' |
|  | MED | Diego González  | 84' |

|  | POR | Juan L. Mora | 70' |
|  | DEL | José Tabares | 76' |
|  | DEL | Iván Álvarez | 79' |

| 20 32 71 | Luis A. Perea | 1:0 2:1 3:2 |

| 21 58 81 | Christian Durán Cristián Milla JoséTabares | 1:1 2:2 3:3 |

|  | Fernando Saavedra Alex Von Schwedler Roberto Reyes |

|  | Cristián Milla Javier Capelli Cristián Durán Cristián Olivares |

| 68 | Ezequiel Cacace |

| Principal  | Enrique Osses     |
| Asistentes | Francisco Mondría |
|            | Carlos Astroza    |

|       | POR   | Gustavo Dalsasso       |     |
|       | DEF   | Adrián Rojas           |     |
|       | DEF   | Lucas Ruzin            | 61' |
|       | DEF   | Alex Von Schwedle      |     |
|       | DEF   | Roberto Reyes          | 84' |
|       | MED   | Maximiliano Ceratto    |     |
|       | MED   | Jorge Romo             |     |
|       | MED   | Nicolás Peñailillo     |     |
|       | MED   | Fernando Saavedra      |     |
|       | DEL   | Luis A. Perea          |     |
|       | DEL   | Marco Lazaga           | 76' |
| D. T. | D. T. | Marco Antonio Figueroa |     |

|       | POR   | Ezequiel Cacace   |     |
|       | DEF   | Miguel Ayala      |     |
|       | DEF   | Manuel Ormazábal  |     |
|       | DEF   | Cristián Olivares |     |
|       | DEF   | Christian Durán   | 76' |
|       | MED   | Javier Capelli    |     |
|       | MED   | Marco Villaseca   |     |
|       | MED   | Felipe Díaz       |     |
|       | MED   | Cristian Maidana  | 79' |
|       | DEL   | Matías Rubio      | 70' |
|       | DEL   | Cristián Milla    |     |
| D. T. | D. T. | Gabriel Perrone   |     |

|  | DEF | Mirko Opazo     | 61' |
|  | DEL | José Luis Silva | 76' |
|  | MED | Diego González  | 84' |

|  | POR | Juan L. Mora | 70' |
|  | DEL | José Tabares | 76' |
|  | DEL | Iván Álvarez | 79' |

| 20 32 71 | Luis A. Perea | 1:0 2:1 3:2 |

| 21 58 81 | Christian Durán Cristián Milla JoséTabares | 1:1 2:2 3:3 |

|  | Fernando Saavedra Alex Von Schwedler Roberto Reyes |

|  | Cristián Milla Javier Capelli Cristián Durán Cristián Olivares |

| 68 | Ezequiel Cacace |

| Principal  | Enrique Osses     |
| Asistentes | Francisco Mondría |
|            | Carlos Astroza    |

- A pesar de que el marcador global terminó empatado 4-4, Rangers ascendió a la Primera División para la temporada 2012 por marcar más goles de visita que su rival en los 2 partidos. Por su parte, Everton jugó la Liguilla de Promoción contra Unión San Felipe.

## Liguilla de promoción
La disputaron Santiago Wanderers, que ocupó el 15° lugar y Unión San Felipe, que se ubicó en el puesto 16º de la Tabla General de Primera División, contra Naval que terminó 2° en la tabla acumulada de la temporada 2011 de Primera B, y contra Everton, que perdió la final por el subcampeonato y el 2º ascenso a Primera División respectivamente y en ambas llaves, los goles de visita son válidos para las definiciones de las 2 llaves.
En el partido de ida de las 2 llaves, fueron locales Naval y Everton, que militan en la Primera B, y en el partido de vuelta, lo hicieron Santiago Wanderers y Unión San Felipe que militan en la Primera División. Estos últimos equipos ganaron sus respectivos partidos y jugarán en la Primera División en la temporada 2012, mientras que Naval y Everton tendrán que jugar en la Primera B en la temporada 2012.
En la primera llave, que conformaron los equipos de Santiago Wanderers y Naval, el equipo "caturro" se impuso a domicilio por la cuenta mínima en Talcahuano, con gol del argentino Sebastián Rusculleda de tiro libre, quedando con la primera opción de mantener su puesto en la Primera División y de paso, obligaba al cuadro "chorero" a anotar 2 goles en la revancha del sábado 10 de diciembre en Valparaíso, para poder arrebatarle la categoría a la escuadra wanderina.
En el partido de vuelta, los "caturros" empezaron ganando a los 3 minutos, con gol del argentino Sebastián Rusculleda, pero los "choreros" lo dieron vuelta al terminar el primer tiempo, con goles del seleccionado guatemalteco Minor López y Patricio Peralta. Con ese resultado y por el hecho de que Naval hizo 2 goles de visita contra el gol que hizo Santiago Wanderers en la ida, el equipo chorero subía a la Primera División. Pero en el segundo tiempo, Sebastián Ubilla (que fue amonestado por sacarse la camiseta, en la celebración de su gol) anotó el tanto del empate definitivo, que significó de paso la permanencia del equipo wanderino en la Primera A por una temporada más. Después del gol de Ubilla, Naval empezó a descontrolarse y sufrió las expulsiones de Isaac Díaz y Pablo Meneses, por lo que terminó el partido con 9 hombres.
En la segunda llave, que conformaron los equipos de Everton y Unión San Felipe, el equipo "ruletero" venció como local por la cuenta mínima en Viña del Mar con gol de Adrián Rojas, quedando con la primera opción de poder regresar a la Primera División y de paso, obligaba al cuadro "aconcagüino" a anotar 2 goles en la revancha del domingo 11 de diciembre en San Felipe, para poder conservar su puesto en la serie de honor para la temporada 2012, de lo contrario provocaba el ascenso de la escuadra evertoniana.
En el partido de revancha, el equipo del "Aconcagua" logró remontar el marcador global y con un buen juego, derrotó al elenco "ruletero" por 2-0, con goles de Ezequiel Carballo y Omar Merlo. Con este resultado, Unión San Felipe se mantiene en Primera División, mientras que Everton tendrá que jugar un año más en el campeonato de ascenso.
RESOLUCIÓN PARTIDOS DE PROMOCIÓN
Si al final del segundo partido los clubes hubieran resultado igualados en puntaje, se mantuvo en Primera B o ascendió a la Primera A:
- El equipo que presentó la mejor diferencia entre los goles marcados y recibidos en los respectivos partidos. En caso de igualdad,
- El equipo que haya resultado triunfador en una serie de lanzamientos penales, que se hubieran efectuado si se hubiera producido empate en el marcador global de una o las 2 llaves.

| 4 de diciembre de 2011, 12:00 | Naval | 0:1 (0:0) | Santiago Wanderers | CAP, Talcahuano                                         |                                                         |
|                               |       | Reporte   | Rusculleda 89'     | Asistencia: 6.543 espectadores Árbitro(s): Claudio Puga | Asistencia: 6.543 espectadores Árbitro(s): Claudio Puga |

| 10 de diciembre de 2011, 16:00 | Santiago Wanderers         | 2:2 (1:2) | Naval                   | Regional Chiledeportes, Valparaíso                             |                                                                |
|                                | Rusculleda 3' · Ubilla 55' | Reporte   | López 28' · Peralta 45' | Asistencia: 11.420 espectadores Árbitro(s): Claudio Fuenzalida | Asistencia: 11.420 espectadores Árbitro(s): Claudio Fuenzalida |

- Santiago Wanderers ganó por 3-2 en el marcador global y se mantiene en la Primera A para la próxima temporada, mientras que Naval se mantiene en la Primera B.

| 4 de diciembre de 2011, 20:30 | Everton   | 1:0 (0:0) | Archivo:600px Bisection vertical White HEX-FF0000.svg Unión San Felipe | Sausalito, Viña del Mar                                   |                                                           |
|                               | Rojas 63' | Reporte   |                                                                        | Asistencia: 8.755 espectadores Árbitro(s): Patricio Polic | Asistencia: 8.755 espectadores Árbitro(s): Patricio Polic |

| 11 de diciembre de 2011, 20:30 | Archivo:600px Bisection vertical White HEX-FF0000.svg Unión San Felipe | 2:0 (1:0) | Everton | Municipal de San Felipe, San Felipe |                            |
|                                | Carballo 40' · Merlo 63'                                               | Reporte   |         | Árbitro(s): Eduardo Gamboa          | Árbitro(s): Eduardo Gamboa |

- Unión San Felipe ganó por 2-1 en el marcador global y se mantiene en la Primera A para la próxima temporada, mientras que Everton se mantiene en la Primera B.

## Estadísticas Torneo Apertura
Fecha de actualización: 3 de julio
| Jugador          | Equipo               | Goles |
| ---------------- | -------------------- | ----- |
| Emanuel Herrera  | Deportes Concepción  | 11    |
| Cristian Milla   | Rangers              | 11    |
| Claudio Latorre  | Magallanes           | 11    |
| Ariel Pereyra    | Curicó Unido         | 11    |
| Carlos Ross      | Coquimbo Unido       | 9     |
| Javier Vatter    | Rangers              | 9     |
| David Llanos     | Deportes Concepción  | 8     |
| Patricio Morales | Lota Schwager        | 8     |
| Minor López      | Naval                | 7     |
| Carlos Escobar   | Coquimbo Unido       | 7     |
| Roberto Castillo | Deportes Antofagasta | 6     |
| Eric Pino        | Deportes Antofagasta | 5     |
| Osmán Huerta     | Deportes Antofagasta | 5     |
| Francisco Tapia  | San Luis             | 5     |
| Joel Estay       | San Marcos de Arica  | 5     |
| Manuel Neira     | San Luis             | 5     |
| Néstor Contreras | San Marcos de Arica  | 5     |

## Estadísticas Torneo Clausura
Fecha de actualización: 27 de noviembre
| Jugador                        | Equipo                | Goles |
| ------------------------------ | --------------------- | ----- |
| Emanuel Herrera                | Deportes Concepción   | 16    |
| Cristián Milla                 | Rangers               | 14    |
| Claudio Latorre                | Magallanes            | 10    |
| Marcos Andrés González Salazar | Naval                 | 8     |
| Ronald González                | Deportes Antofagasta  | 7     |
| Gonzalo de Porras              | Coquimbo Unido        | 7     |
| Mario Pierani                  | San Luis              | 7     |
| Matías Donoso                  | Unión Temuco          | 6     |
| Mariano Berriex                | Deportes Concepción   | 6     |
| Marco Lazaga                   | Everton               | 6     |
| Joel Estay                     | San Marcos de Arica   | 6     |
| Luis Alberto Perea             | Everton               | 6     |
| Isaac Díaz                     | Naval                 | 6     |
| Otelo Ocampos                  | Coquimbo Unido        | 6     |
| Minor López                    | Naval                 | 5     |
| Fausto Ruiz                    | Deportes Puerto Montt | 5     |
| Carlos Escudero                | Deportes Antofagasta  | 5     |
| Juan José Ossandón             | Deportes Copiapó      | 5     |
| Ariel Pereyra                  | Curicó Unido          | 5     |
| Jonathan Novoa                 | Deportes Puerto Montt | 5     |